# Герб Арциза

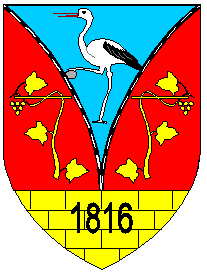
Рання версія герба

Герб Арци́за — офіційний символ міста Арциз Одеської області, затверджений 19 квітня 1991 р. сесією Арцизької міської ради.
Автори — Сергій Постолов, Володимир Коваль.

## Опис
Варязький геральдичний щит із базою, горішня частина поділена тридільно-вилоподібно двома лініями, що топографічно зображують залізницю. В першій лазуровій частині зображений лелека з каменем у лапі; у другій і третій — золота виноградна лоза на червоному полі. В базі — золота кам'яна кладка з датою заснування міста — 1816 р.

## Значення символів
Лелека — символ миру і щастя; з каменем у лапі — пильність. 

Золота лоза — родючість земель. 

Кам'яна кладка — дружба представників усіх національностей, що проживають у місті. 

Залізниця — символ промисловості.
Лазуровий колір символізує красу і велич, червоний колір — хоробрість, мужність, золото в гербі — багатство, справедливість, великодушність.